# Firth of Clyde
De Firth of Clyde is het estuarium van de rivier de Clyde in het westen van Schotland. De getijdenwerking van het water is nog te merken in het landinwaarts gelegen Glasgow. Andere steden aan het estuarium zijn onder andere Dumbarton, Port Glasgow, Greenock en Ayr. Aan de westkant wordt de firth begrensd door het schiereiland Kintyre, dat tot de regio Argyll and Bute behoort.
In het estuarium ligt een groot aantal eilanden. De grootste en tevens bewoonde zijn Arran, Bute en Great Cumbrae.

## Plaatsen
- Ardrossan, Ayr
- Barassie, Brodick
- Campbeltown, Cardross, Carradale
- Dumbarton, Dunoon
- Fairlie
- Gourock, Greenock, Girvan
- Helensburgh, Hunter's Quay, Hunterston
- Innellan, Inverkip, Irvine
- Kilcreggan, Kilmun, Kirn
- Lamlash, Largs, Lochranza
- Millport
- Port Bannatyne, Portencross, Port Glasgow, Prestwick
- Renfrew, Rothesay
- Saltcoats, Seamill, Skelmorlie, Strone
- Troon
- Wemyss Bay, West Kilbride